# Gelasinospora multiforis
Gelasinospora multiforis är en svampart som beskrevs av Cailleux 1972. Gelasinospora multiforis ingår i släktet Gelasinospora och familjen Sordariaceae.   Inga underarter finns listade i Catalogue of Life.